# Pseudotyrannochthonius kobayashii
Pseudotyrannochthonius kobayashii är en spindeldjursart som först beskrevs av Kuniyasu Morikawa 1956.  Pseudotyrannochthonius kobayashii ingår i släktet Pseudotyrannochthonius och familjen käkklokrypare.

## Underarter
Arten delas in i följande underarter:
- P. k. akiyoshiensis
- P. k. dorogawaensis
- P. k. kobayashii